# Direito público

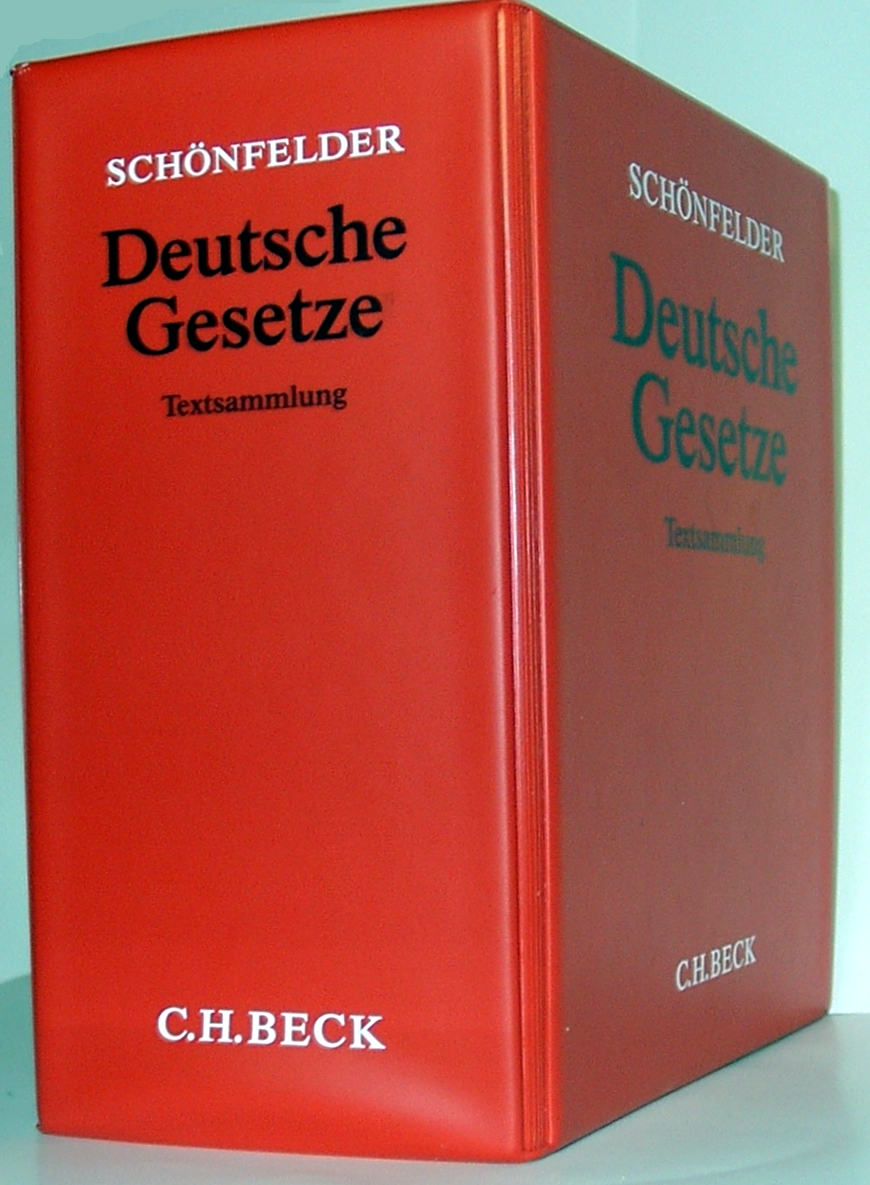
Schönfelder: leis alemãs. Coleção de textos, CH Beck.

O direito público é o conjunto das normas jurídicas de natureza pública, compreendendo tanto o conjunto de normas jurídicas que regulam a relação entre o particular e o Estado, como o conjunto de normas jurídicas que regulam as atividades, as funções e organizações de poderes do Estado e dos seus servidores. 
Por se tratar de um conceito classificatório em relação ao conteúdo da norma jurídica, distingue-se das normas jurídicas de natureza privada.

## Divisão entre direito público e direito privado
A divisão entre direito público e direito privado decorre de uma necessidade do estudo do direito, sobretudo em relação ao conteúdo da norma jurídica.
Trata-se da exigência de uma classificação ou de uma tópica jurídica.
A divisão entre direito público e direito privado também é o eixo para a organização das faculdades de direito e dos programas de graduação e pós-graduação.

## Origem da divisão entre direito público e direito privado
A origem da divisão entre direito público e direito privado remonta ao Direito Romano, sobretudo a partir da obra de Ulpiano (Digesto, 1.1.1.2) no trecho: Publicum jus est quod ad statum rei romanae spectat, privatum, quod ad singulorum utilitatem. (O direito público diz respeito ao estado da coisa romana, à polis ou civitas, o privado à utilidade dos particulares.)
A divisão também resulta da separação entre a esfera pública e a privada, do lugar da ação e do lugar do labor. Tércio Sampaio Ferraz corrobora o entendimento afirmando que, Quando Ulpiano, pois, distinguia entre jus publicum e jus privatum certamente tinha em mente a distinção entre a esfera do público, enquanto lugar da ação, do encontro dos homens livres que se governam, e a esfera do privado, enquanto o lugar do labor, da casa, das atividades voltadas à sobrevivência.
A tradição do Estado Moderno também representa a distinção a partir da separação entre o Estado e a sociedade. Sustenta-se, assim, que existem, na vida social, duas esferas com diferentes finalidades e regras de funcionamento: por um lado, a esfera privada, em que os indivíduos atuam livremente segundo sua vontade e interesse; por outro lado, a esfera pública, em que os cidadãos decidem de forma coletiva sobre assuntos de interesse geral.
Direito público só pode ser feito o que está escrito em lei, diferente do direito privado que pode fazer tudo o que não está sendo proibido em lei.

## Critérios para divisão entre direito público e direito privado
Para o fim de analisar e caracterizar a divisão entre direito público e direito privado, importa estabelecer uma série de critérios objetivos para compreender a relação jurídica em questão. Destacam-se os seguintes critérios:
- Quanto ao conteúdo da relação jurídica: importa para esse critério verificar qual é o interesse predominante na relação jurídica. De maneira geral, se o interesse tutelado se referir ao particular o domínio será do direito privado, ou caso seja o interesse público será pertencente ao domínio do direito público;
- Quanto ao tipo da relação jurídica: será considerada uma relação jurídica de direito privado quando ocorre uma relação de coordenação dos sujeitos, isto é, quando as partes se encontram em situação de igualdade. Caso contrário, caso seja uma relação de imposição, na qual uma das partes pode sujeitar a outra a sua vontade, será pertencente ao direito público;
- Quanto à forma da relação jurídica: de maneira geral, a norma que apresenta um caráter imperativo (ius cogens) e, portanto, obrigatória para todos deverá pertencer ao domínio do direito público. Ao contrário, caso prevaleça a autonomia da vontade e dos interesses dos particulares será o domínio do direito privado.

## Críticas da divisão entre direito público e direito privado e críticas aos critérios da divisão
A dicotomia entre direito público e direito privado tornou-se um lugar comum ao estudo do direito, não conferindo bases sólidas e rigorosas para uma orientação.
As principais críticas da divisão são:
- A divisão entre direito público e direito privado como um conceito abrangente: essa crítica indica a falta de precisão ao distinguir o direito em dois grandes ramos e, ao mesmo tempo, sustenta a necessidade de uma melhor classificação dos ramos dogmáticos capazes de se ajustar às suas finalidades próprias;
- A inexistência da divisão entre direito público e direito privado: essa crítica se baseia na ideia dos direitos metaindividuais, sobretudo tendo em vista a necessidade de especificar os direitos de uma dada coletividade. A compreensão é que a distinção entre interesses públicos de privados, que em certa época era o suficiente para expressar toda a gama de interesses da coletividade, acabou por se tornar insuficiente para abranger o espectro de interesses que a sociedade moderna manifestava;
- A divisão do direito público e direito privado como simplificação do direito como fenômeno jurídico complexo: essa crítica se fundamenta na simplificação da divisão a partir dos manuais de direito (ou apostilas de cursos preparatórios para ingresso em carreiras públicas). O fato é que nesses materiais de estudo, são apresentados aos estudiosos simplificações de um de um fenômeno complexo como o direito, eliminando as importantes porosidades e a real dinâmica e prática do direito.

A grande maioria das críticas apresentadas se fundamentam a partir da insuficiência de critérios claros para justificar a divisão entre direito público e direito privado. 
Destacam-se as seguintes críticas aos critérios apresentados:
- Crítica do critério quanto ao conteúdo da relação jurídica: distinguir a relação a partir do interesse predominante é insatisfatório já que existem inúmeros interesses particulares albergados pela Constituição Federal e integrantes no domínio do direito público (p. ex., proteção dos direitos fundamentais);
- Crítica do critério quanto ao tipo da relação jurídica: a dificuldade desse critério resulta na analise da sujeição das partes, isto porque em muitos casos no direito privado há imposição de obrigações às partes (p. ex, contrato de adesão);
- Crítica do critério quanto à forma da relação jurídica: Em muitas normas de direito privado possuem o caráter imperativo e em outras normas de direito público possuem certo respeito e atenção à autonomia da vontade.

## Os ramos do direito público
Compreender o fenômeno do direito público exige identificar fronteiras entre tipos de direitos e obrigações que não são muito bem definidas e necessitam de uma análise cuidadosa. Nesse sentido, é impossível uma indicação precisa dos ramos do direito público.
José Eduardo Faria sublinha sobre esse ponto que, (...) as fronteiras tendem a se tornar mais porosas, e os espaços tradicionalmente reservados ao direito e à política tendem a não mais coincidir com o espaço territorial. Com isso, a atenção agora se volta à questão da atualidade, do alcance e da efetividade da soberania do Estado.
O direito público, mais que um ramo autônomo, é um conjunto de sub-ramos com especificidades próprias. É possível distinguir os ramos da seguinte maneira:
- Direito público externo (ou direito internacional);
  - Direito internacional público;
  - Direito internacional privado;
- Direito público interno;
  - Direito constitucional;
  - Direito administrativo;
  - Direito processual;
  - Direito penal;
  - Direito financeiro e tributário.

### Direito do Estado
Direito do Estado é expressão utilizada no Brasil como sinônima de direito público.
Entretanto, "Direito Público" é um conceito que adquire normalmente uma conotação mais ampla, utilizado para denominar todos os ramos jurídicos em que o Estado atua como uma parte da relação jurídica, como no caso do direito penal ou do direito econômico. Já o conceito de "Direito do Estado" possui uma conotação mais restrita, abrangendo os setores que são relacionados ao funcionamento e organização do poder público, como o direito constitucional, o direito administrativo, o direito tributário e o direito financeiro. Cumpre ressaltar que, com a constitucionalização do ordenamento jurídico, a divisão entre direito público e direito privado está perdendo força, pois o Estado passou a ter uma participação maior em todos os ramos jurídicos, podendo-se afirmar que todo o Direito interno fundamenta-se na Constituição no modelo atual, logo, que "todo Direito é Público".
Para alguns, Direito do Estado é uma etapa superior do direito público, fixada em instituições permanentes, ao contrário do direito público governativo, vinculado a grupos políticos determinados ou a orientações políticas contingentes, denotando assim um "direito da cidadania". Essa segunda conotação pode ser definida nos seguintes termos:
"O direito público brasileiro tem conhecido transformações importantes. É percebido cada vez menos como o direito especial do poder (direito do Governo) e cada vez mais como o direito garantidor da cidadania (direito do Estado). As normas que o condensam reclamam crescente participação popular em sua produção e vigorosa submissão a critérios materiais de legitimação, como o respeito aos direitos fundamentais e aos valores da democracia, da igualdade e da segurança jurídica" (Paulo Modesto).

## Princípios ordenadores do direito público
É possível identificar alguns princípios que ordenam o direito público:
- O princípio da autoridade pública diz respeito à atuação do Estado para resguardar e executar a vontade geral, isto é, o interesse público. Destacam-se dois meios para efetivá-los, primeiro pelo ato unilateral de cumprimento da conduta (normas, sentença ou ato administrativo) ou através da atribuição de direitos. Trata-se de uma relação vertical entre particular e Estado, onde este usa um instrumento previsto no Estado de Direito para atingir um consenso comum do povo;
- O princípio da submissão do Estado à ordem jurídica corresponde ao mecanismo do Estado de Direito, onde o agente público cumpre um dever previsto pelo Direito e não um ato volitivo. Por isso quando o Estado desempenha as atividades legislativas, administrativas e jurisdicionais deve sempre e obrigatoriamente observar a lei;
- O princípio da função é o poder de agir, cujo exercício constitui um verdadeiro dever jurídico, que só se legitima quando atinge uma  finalidade, anteriormente prevista. Desta forma tal principio implica num dever e não numa faculdade de direito, sempre atento a boa-fé, a moralidade, a razoabilidade, e a proporcionalidade;
- O princípio do devido processo é a sucessão de atos e fatos encadeados ordenadamente, visando à formação da vontade do Estado, cujos fins são regulados juridicamente;
- O princípio da publicidade decorre da razão de ser do Estado externa, visto que este desempenha uma vontade geral em nome da sociedade como um todo, logo não há vontade íntima estatal, exceto no caso previsto no art. 5°, inc. LX;
- O princípio da responsabilidade objetiva corresponde a obrigação do Estado de responder por seus atos lícitos ou ilícitos, conforme previsto no art. 37, § 6;
- O princípio da igualdade das pessoas políticas corresponde na distribuição de competências pela União, Estados, Distrito Federal e Municípios, com total igualdade e sem hierarquia.

O direito misto pode ser caracterizado como o conjunto de normas jurídicas que possuem natureza pública e privada, tais como as regulamentações das relações dos produtores e consumidores ou dos empregadores e empregados.
Trata-se de ramos do direito que assumem ambas as naturezas, próprias do direito social. É o caso do direito do trabalho, direito do consumidor, direito agrário entre outros. 
Os autores que se referem ao direito misto não definem satisfatoriamente uma categoria ou uma classificação nova. 
Tendo em vista que a categoria mista não auxilia a distinguir o direito público e o direito privado e, ao contrário, acaba produzindo confusão, a doutrina prefere afastar essa classificação.

## Obras Magnas e referências para o estudo do direito público e do direito privado
- Fontes clássicas
  - Institutas, Gaio
  - Digesto, Imperador Justiniano.

- História do direito privado e direito público. 
  - CAENEGEM, R. C. van. Uma Introdução Histórica ao Direito Privado. 2.ed. São Paulo: Martins Fontes, 1999. [Título original: Introduction Historique au Droit Privé].
  - WIEACKER, Franz. História do Direito Privado Moderno. Tradução A. M. Hespanha. 2.ed. Lisboa: Fundação Calouste Gulbenkian, 1967.
  - SUNDFELD, Carlos Ari. Fundamentos de direito público. São Paulo: Malheiros, 2006.
  - CRUZ, Guilherme Braga da. A Formação Histórica do Moderno Direito Privado Português e Brasileiro. Revista da Faculdade de Direito da Universidade de São Paulo, São Paulo, v. L, p.32-77, 1855.
  - PONTES DE MIRANDA, Francisco. Fontes e Evolução do Direito Civil Brasileiro. 2.ed., Rio de Janeiro: Forense, 1981.

- Outras referências para rápida consulta.
  - Celso Domingos Fernando Chefe De Estado
  - REALE, Miguel. Lições preliminares de direito. São Paulo: Saraiva, 2000, p. 341-372.
  - COELHO, Luiz Fernando. Aulas de introdução ao direito. Barueri: Manole, 2004, p.88-107.
  - FERRAZ JR., Tercio Sampáio. Introdução ao estudo do direito: técnica, decisão, dominação. São Paulo: Atlas, 2001, p.130-142.
  - DIMOULIS, Dimitri. Manuel de introdução ao estudo do direito: definição e conceitos básicos; norma jurídica; fontes, interpretação e ramos do direito; sujeito de direitos e fatos jurídicos; relações entre direito, justiça, moral e política; direito e linguagem. São Paulo: Editora Revista dos Tribunais, 2007, p. 300- 320.